# میریام منکین
میریام فریدمن منکین (انگلیسی: Miriam Friedman Menkin؛ زاده ۸ اوت ۱۹۰۱–درگذشته ۸ ژوئن ۱۹۹۲) با نام خانوادگی میریام فریدمن دانشمند اهل آمریکا بود که به دلیل انجام پژوهش و آزمایشهای باروری و لقاح مصنوعی (IVF) همراه جان راک (پزشک زنان و زایمان) شناخته شد. در فوریه ۱۹۴۴ وی اولین فردی بود که تخمک انسان را در خارج از بدن و در آزمایشگاه بارور کرد.

## زندگی‌نامه
منکین در ۸ اوت ۱۹۰۱ و ریگا، لتونی متولد شد. خانوادهٔ وی ۲ سال بعد به ایالات متحده مهاجرت کردند و پدر او به عنوان پزشک در شهر نیویورک مشغول طبابت شد و به آن اندازه در کسب و کارش موفق بود که بتواند خانواده‌اش را در رفاه اداره نماید. در سال ۱۹۲۲ منکین توانست که مدرک فارغ‌التحصیلی خود را در رشته بافت‌شناسی و آناتومی تطبیقی از دانشگاه کرنل دریافت نماید. منکین همچنین در ادامهٔ تحصیلات خود در دانشگاه کلمبیا نیز حضور یافت و تنها یک سال پس از فارغ‌التحصیلی توانست که موفق به اخذ مدرک کارشناسی ارشد ژنتیک گردد. با همهٔ این احوال، در آن مقطع، زنان؛ به ندرت در دانشکده‌های پزشکی پذیرفته می‌شدند و این موضوع برای منکین هم اتفاق افتاد. میریام منکین در سال ۱۹۲۴ میلادی با والی منکین، از دانشجویان رشته پزشکی دانشگاه هاروارد ازدواج کرد.

## تحقیقات اولیه
پس از چند سال کار به عنوان دبیر، منکین از سال ۱۹۳۰ تا ۱۹۳۵ به عنوان یک محقق تحقیق در زمینه آسیب‌شناسی در دانشکده پزشکی هاروارد خدمت کرد. سپس به وی به عنوان یک تکنسین آزمایشگاه برای گریگوری پینکوس در هاروارد پیشنهاد کار شد. هنگام کار برای پینکوس، منکین وظیفه داشت عصاره‌هایی تهیه کند که برای تخمک گذاری بیش از حد خرگوش‌ها در تلاش پینکوس برای ایجاد خرگوش‌های «بی پدر» ساخته شده‌است. پینکوس در سال ۱۹۳۷ کار خود را در هاروارد از دست داد، که باعث شد او بی‌کار شود. وی به مدت یک سال در آزمایشگاه‌های ایالتی ماساچوست کار کرد و سپس برای یک سمت تحقیقاتی با جان راک، پزشک باروری، در بیمارستان رایگان زنان (اکنون بخشی از بیمارستان بریگهام و زنان) در بوستون درخواست کرد. آزمایش خرگوش پینکوس عاملی در تصمیم راک برای شروع تحقیقات IVF بوده‌است و نقش منکین در آزمایش‌ها نظر راک را به خود جلب کرد. راک بزودی منکین را استخدام کرد و آنها تصمیم گرفتند تا زمان دقیق تخمک گذاری را تعیین کنند. راک به این ایده رسیده بود اما قبل از استخدام منکین هیچ پیشرفت معناداری در تحقیقات آزمایشگاهی نداشته‌است. او درک پیشرفته ای از جنبه‌های فنی لقاح تخمک نداشت و منکین را برای نظارت بر همه کارهای آزمایشگاهی استخدام کرد.

## لقاح مصنوعی یا IVF
منکین آزمایش‌ها IVF را در مارس ۱۹۳۸ آغاز کرد. راک و منکین درخواست کردند که زنان شرکت کننده در این مطالعه که قرار بود تحت عمل برداشتن رحم قرار بگیرند، قبل از عمل جراحی، رابطه جنسی محافظت نشده داشته باشند. آنها برای انجام مطالعات، دقیقاً قبل از عمل خارج کردن رحم بیمار تصمیم گرفتند که این کار تخمک‌های مناسب بسیاری برای مطالعه به آن‌ها داد. در طول مطالعه، منکین یک برنامه هفتگی نسبتاً ثابت را دنبال کرد: یافتن تخمک در روز سه شنبه، افزودن اسپرم در روز چهارشنبه، دعا در روز پنجشنبه و مشاهده نتیجه با استفاده از میکروسکوپ در روز جمعه. او هر چند وقت یکبار تغییراتی را در روش انجام می‌داد و شرایط نگهداری تخمک‌ها و طول و غلظت نمونه‌های اسپرم را تغییر می‌داد. منکین تخم‌های نابارور را در تخمدان‌هایی که راک از بین بیماران برداشته بود، پیدا کرد، تخمک‌ها را در محلول قرار داده و سپس قبل از افزودن اسپرم، آنها را کشت داد. در ۶ سال اول مطالعه، منکین استراتژی‌های مختلفی را امتحان کرد اما به IVF نرسید. در ۳ فوریه ۱۹۴۴، او از زنی تخمک گرفت که پس از تولد چهار کودک، دهانه رحم و رحم آن افتاده بود. پروتکل استاندارد منکین این بود که نمونه اسپرم را ۳ بار در محلول بشویید و اجازه دهید تخمک و اسپرم به مدت ۳۰ دقیقه با هم تعامل داشته باشند. با این حال، او شب قبل با دختر تازه متولد شده خود بیدار بود و در آن روز به اشتباه فقط یک بار نمونه اسپرم را شست و از یک نمونه متمرکزتر استفاده کرد و یک ساعت تعامل برقرار کرد. صبح جمعه بعد (۶ فوریه ۱۹۴۴)، منکین دریافت که شکاف سلول شروع شده‌است، که نشان می‌دهد تخمک بارور شده تشکیل شده‌است. منکین از گرفتن عکس فوری از این کشف غفلت کرد و هنگامی که سرانجام برای گرفتن عکس رفت، نتوانست تخمک‌را پیدا کند. او قادر به باروری و عکسبرداری از سه تخمک دیگر بود که شامل هر سه عاملی بود که قبل از کشف اصلی تغییر داده بود. راک و منکین در لقاح موفق خود به رشد دو و سه سلولی دست یافتند. بعد از بارور شدن تخمک‌های اضافی، راک و منکین تصمیم گرفتند که کارهای خود را در یک گزارش کوتاه منتشر کنند. مجله Science یافته‌های آنها را در مقاله «لقاح آزمایشگاهی و تجزیه تخمهای تخمدانی انسان» در تاریخ ۴ اوت ۱۹۴۴ منتشر کرد. آسوشیتدپرس، نیویورک تایمز و مجله تایم گزارش‌های این کشف را در روزهای بعد ارائه دادند.

## واکنش عمومی
عموم مردم کشف راک و منکین را دستیابی به موفقیت مثبت می‌دانستند که به بچه دار شدن زوج‌های نابارور کمک می‌کند. با این حال، برخی از منتقدان آن را بازی با خدا و تداخل در قوانین طبیعت می‌دانستند و از آنجا که راک و منکین یک کودک جسمی ایجاد نکردند، برخی دیگر سؤال می‌کردند که آیا آنها اصلاً به لقاح آزمایشگاهی دست یافته‌اند یا خیر؟ راک و منکین تلاش نکردند تخمک‌های بارور شده خود را به بدن زن منتقل کنند زیرا این هدف مطالعه آن‌ها نبوده‌است. کار دشوار تبدیل تخمک بارور شده چند سلولی، مانند آنچه که منکین و راک ایجاد کرده بودند، به جنینی که می‌تواند در داخل رحم یک زن رشد کند، تا تولد لوئیز براون در سال ۱۹۷۸ موفقیت‌آمیز نبود.